# Guacara
Guacara ist eine Stadt mit 200.000 Einwohnern nördlich vom Valenciasee im Norden Venezuelas im Bundesstaat Carabobo. 
Sie ist Hauptstadt des Bezirks (Municipio) Guacara.

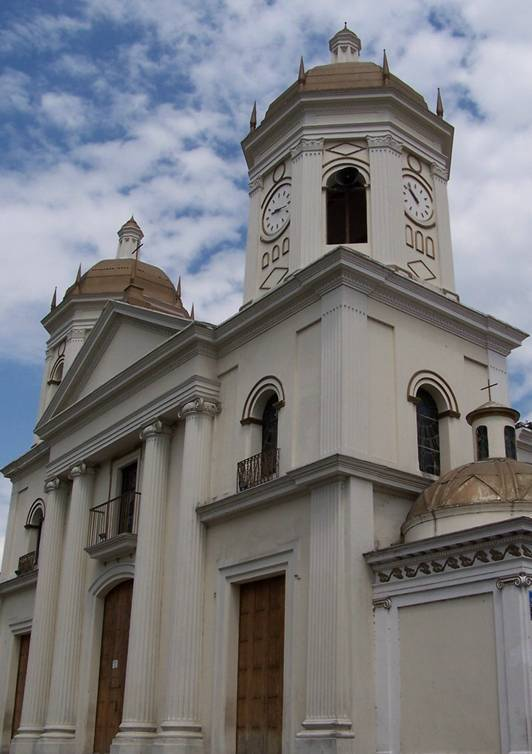
Kirche im Municipio Guacara

Die Arawakindianer hatten dort schon lange einige Siedlungen. In der ganzen Region befinden sich immer noch Petroglyphen, die die Anwesenheit der Ureinwohner bezeugen. Im Jahre 1620 wurde die Gegend von Europäern besiedelt. 1624 erhielt sie den Namen San Agustín de Guacara.
Am 20. Februar 1694 wurde die Siedlung offiziell als aldea de blancos y castaños (Mischlinge) erklärt, womit die Beamten der Eroberer eine Differenzierung zu den Indianerdörfern erreichen wollten.
Heute ist sie ein wichtiges Zentrum der Automobil-, Maschinenbau und Textilindustrie, sowie ein Handels- und Bankenplatz.
Koordinaten: 10° 14′ N, 67° 53′ W